# Leperina brouni
Leperina brouni is een keversoort uit de familie schorsknaagkevers (Trogossitidae). De wetenschappelijke naam van de soort werd in 1876 gepubliceerd door Francis Polkinghorne Pascoe.